# Фльорчакі
Фльорчакі (пол. Florczaki, нім. Eckersdorf) — село в Польщі, у гміні Лукта Острудського повіту Вармінсько-Мазурського воєводства.
Населення — 372 особи (2011).
У 1975-1998 роках село належало до Ольштинського воєводства.

## Демографія
Демографічна структура станом на 31 березня 2011 року:
|          | Загалом | Допрацездатний вік | Працездатний вік | Постпрацездатний вік |
| -------- | ------- | ------------------ | ---------------- | -------------------- |
| Чоловіки | 195     | 33                 | 148              | 14                   |
| Жінки    | 177     | 41                 | 102              | 34                   |
| Разом    | 372     | 74                 | 250              | 48                   |